# Lionel Sow
Lionel Sow, né en 1977, est un chef de chœur français.

## Biographie
Lionel Sow étudie jeune le violon au Conservatoire à rayonnement régional de Paris puis à Fresnes avant de se tourner vers la direction de chœur. Il poursuit alors sa formation musicale au Conservatoire national supérieur de musique de Paris, où il obtient des premiers prix en harmonie, contrepoint, fugue, direction de chant grégorien et direction de chœur.
Il dirige plusieurs ensembles vocaux, la Maîtrise des Petits Chanteurs de Saint-Christophe et l'ensemble vocal Les Temperamens notamment, et devient l'assistant de Nicole Corti au Chœur d'adultes et d'enfants de la Maîtrise de Notre-Dame de Paris en 2002.
En 2005, il est lauréat du Certificat d'aptitude à la direction d'ensembles vocaux.
De 2006 à 2014, Lionel Sow est directeur musical de la Maîtrise de Notre-Dame de Paris, et, à partir de 2011, chef du Chœur de l'Orchestre de Paris,, où il crée successivement, de 2012 à 2015, l’Académie, le Chœur de chambre, le Chœur d’enfants et le Chœur de jeunes de l’Orchestre de Paris. Il quitte la direction du chœur de l'Orchestre de Paris en décembre 2021.
Depuis 2017, il enseigne la direction de chœur au Conservatoire national supérieur de musique et de danse de Lyon,. 
En 2021, Lionel Sow est nommé directeur artistique du Chœur du Forum national de la musique (NFM Choir) à Wrocław en Pologne, et en décembre de la même année chef du Chœur de Radio France à compter de septembre 2022, pour une durée de trois ans,.

## Décoration
- Officier de l'ordre des Arts et des Lettres (2025)[8]